# Ducato di Cornovaglia
Il Ducato di Cornovaglia (in inglese Duchy of Cornwall) è un possedimento privato della Corona britannica, la cui gestione e il cui reddito sono assegnati all'erede apparente al trono quando questi è anche il figlio maggiore del sovrano. È costituito da un insieme di proprietà immobiliari e tenute che garantiscono una rendita annua destinata al sostentamento dell'erede e della sua discendenza, nonché al finanziamento di organizzazioni di beneficenza. La gestione di questi beni è titolo specifico del Principe di Galles in quanto Duca di Cornovaglia, che la acquisisce insieme al titolo principesco nel momento della sua investitura ad erede ufficiale del Regno Unito di Gran Bretagna e Irlanda del nord. Nel caso l'erede al trono non sia anche il figlio maschio maggiore del monarca, la gestione di queste proprietà rimane unita a quella del Ducato di Lancaster, ovvero alle altre proprietà della Corona britannica.
Si tratta di uno dei due ducati reali in Inghilterra, insieme al Ducato di Lancaster appunto.

## Patrimonio
In totale sono oltre 3500 le singole proprietà che costituiscono il patrimonio del Ducato. Anzitutto tenute per più di 54.000 ettari, quasi la metà nel Devon e il resto in 23 altre contee, principalmente Cornovaglia, Herefordshire e Somerset, poi aziende agricole e di silvicoltura, edifici per uffici, officine, la città sperimentale di Poundbury, Highgrove House, il campo da cricket The Oval e le Isole Scilly, escludendo la loro capitale (ma funge da autorità portuale di St Mary's).
Nell'anno fiscale 2007/08 le proprietà del Ducato avevano un valore stimato di circa 647 milioni di sterline e la rendita garantita era stata di 16,3 milioni di sterline. In quanto proprietà reale, il Ducato di Cornovaglia non è imponibile né per quanto concerne le proprietà che lo compongono né per quanto riguarda la rendita che ogni anno esse garantiscono; tuttavia dal 1993 in avanti il Principe Carlo ha pagato volontariamente l'imposta sul reddito e l'imposta sulle plusvalenze.

## Amministrazione
La sede amministrativa del Ducato di Cornovaglia si trova a Londra al numero 10 di Buckingham Gate, di fronte a Buckingham Palace, dal 1857. Prima di allora, gli uffici erano a Somerset House. Le aziende agricole e di silvicoltura sono gestite da St. Mary's, Liskeard (Cornovaglia) e Newton Saint Loe (vicino a Bath). Sono impiegati più di 100 dipendenti a tempo indeterminato.
Il ducato è guidato dal Prince’s Council, che di solito si riunisce due volte l'anno e può essere paragonato al consiglio di amministrazione di una società privata. Il duca di Cornovaglia funge da presidente. Ci sono anche il Receiver General (tesoriere), il Attorney General (consulente legale), il Lord Warden or the Stannaries (Custode delle miniere di stagno) e il Secretary and Keeper of the Records (Segretario e custode dei registri).
L'unico membro del Consiglio del Principe con funzioni esecutive è il Segretario e Custode dei registri, che presiede il Comitato esecutivo. Nel Medioevo questa posizione corrispondeva a quella di impiegato, oggi è paragonabile a quella di amministratore delegato. Il consigliere più anziano per le questioni che riguardano il Ducato di Cornovaglia è stato tradizionalmente il Lord Warden of the Stannaries. Questo ufficio ora puramente cerimoniale includeva funzioni giudiziarie e militari.